# Kobuleti
Kobuleti (gruzinsko ქობულეთი) je mesto v Gruziji, v pokrajini Adžarija. Nahaja se ob vzhodni obali Črnega morja.
Kobuleti je obmorsko letovišče, vsako leto ga obiskujejo Gruzinci, pa tudi prebivalci nekdanjih sovjetskih republik.